# Segerseni
Segerseni là một thủ lĩnh người Ai Cập cổ đại hoặc Nubia của Nubia, có thể đã trị vì cùng thời với thời kỳ cuối của vương triều thứ 11 và thời kỳ đầu của vương triều thứ 12 trong giai đoạn đầu của thời kỳ Trung Vương quốc.

## Chứng thực
Segerseni được chứng thực bởi một hoặc hai bản khắc đá phát hiện ở Umbarakab (Khor-Dehmit) thuộc Hạ Nubia. Tên ngai của Segerseni như được ghi lại trên các bản khắc này hiện vẫn còn nằm trong sự nghi ngờ vì nó được khắc thô và bị phong hóa nặng nề theo thời gian. Nó có thể là Menkhkare hoặc Wadjkare. Cách đọc đầu tiên được coi là có nhiều khả năng hơn. Một trong những bản khắc của Segerseni có thể ghi lại một cuộc chiến tranh tại vùng đất Persenbet chưa được biết rõ.
Segerseni không được chứng thực trong bất cứ bản danh sách vua Ai Cập nào.

## Tiểu sử
Dù cho Segerseni đã sử dụng tước hiệu của một pharaon Ai Cập, không có bằng chứng nào khác của ông ngoài Nubia. Do vậy ông có thể là một người tranh giành ngai vàng của Ai Cập hoặc Nubia mà đặt đại bản doanh ở Hạ Nubia, trong một giai đoạn bất ổn về chính trị: hoặc là vào giai đoạn đầu của thời kỳ Chuyển tiếp thứ Nhất, hoặc là trong thời kỳ Chuyển tiếp thứ Hai, hoặc trong khoảng thời gian kéo dài từ triều đại của Mentuhotep IV thuộc vương triều thứ 11 tới giai đoạn đầu triều đại của Amenemhat I thuộc vương triều thứ 12. Khả năng sau cùng này được các nhà Ai Cập học xem là có thể xảy ra hơn. Đặc biệt, hai vị vua này dường như đã gặp phải vấn đề trong việc được công nhận là các pharaon hợp pháp.
Chúng ta biết rằng Amenemhat I đã phái Khnumhotep I, vị Đại thủ lĩnh trung thành của nome Oryx (nome thứ 16 của Thượng Ai Cập) tại Elephantine tới Nubia để dập tắt hoàn toàn sự kháng cự cuối cùng chống lại ông ta tại đó, nhưng lại không biết chắc chắn được ai là người lãnh đạo của cuộc kháng cự này. Việc khẳng định đó là Segerseni vẫn chỉ là phỏng đoán. Hơn nữa, hai vị vua khác có căn cứ ở Nubia, Iyibkhentre và Qakare Ini cũng được biết đến, dường như là trong cùng khoảng thời gian này. Tất cả họ có khả năng đều là những người tranh đoạt ngai vàng của Ai Cập, và mối quan hệ giữa họ với Segerseni không được biết rõ. Nếu như Segerseni quả thực là kẻ thù của Amenemhat I, ông có thể chiến đấu đứng về phe của Mentuhotep IV hoặc cho vương quốc Nubia của mình. Quả thực, Nubia đã giành được độc lập của nó trong thời kỳ Chuyển tiếp thứ Nhất, như được ngụ ý thông qua chiến dịch quân sự của Mentuhotep II ở vùng đất này, chỉ 40 năm trước thời điểm sống mà được phỏng đoán của Segerseni.